# أورو-ميدونت (أونتاريو)
أورو-ميدونت، أونتاريو (بالإنجليزية: Oro-Medonte)‏ هي مدينة كندية تقع في مقاطعة أونتاريو. تبلغ مساحة هذه المدينة 586.6499 (كم²)، ويبلغ عدد سكانها 20031 نسمة حسب إحصاء سنة 2006 م، بينما كان يسكنها 18315 نسمة في سنة 2001 م. تحتل هذه المدينة المرتبة رقم 189 بين مدن كندا حسب عدد السكان والمرتبة رقم 75 في المقاطعة. نما عدد السكان في هذه المدينة بنسبة (9.4) بين العامين المذكورين.

## أعلام
- بيرسي جون رووي
- شاين أوين
- لوسيوس ريتشارد أوبراين
- توماس إدوين روس
- ويليام ألبرت أتكينسون

## وصلات خارجية
- الأطلس الحكومي لكندا
- إحصاءات كندا مع ساعة تعداد السكان